# جينيفير تيرنر
جينيفير تيرنر (بالإنجليزية: Guinevere Turner)‏ هي كاتبة سيناريو ومخرجة وممثلة أمريكية، ولدت في 23 مايو 1968 ببوسطن في الولايات المتحدة. من الجوائز التي نالتها جائزة لامدا الأدبية.

## أعمال

### أفلام
- (1999) دوغما
- (2000) مختل أمريكي[7]
- (2005) بلود راين

## جوائز
- جائزة لامدا الأدبية

## وصلات خارجية
- جينيفير تيرنر على موقع IMDb (الإنجليزية)
- جينيفير تيرنر على موقع ألو سيني (الفرنسية)
- جينيفير تيرنر على موقع ميوزك برينز (الإنجليزية)
- جينيفير تيرنر على موقع تيرنر كلاسيك موفيز (الإنجليزية)
- جينيفير تيرنر على موقع أول موفي (الإنجليزية)
- جينيفير تيرنر على موقع قاعدة بيانات الأفلام السويدية (السويدية)
- جينيفير تيرنر على موقع إن إن دي بي (الإنجليزية)
- جينيفير تيرنر على موقع قاعدة بيانات الفيلم (الإنجليزية)
- جينيفير تيرنر على موقع كينوبويسك (الروسية)